# Paul Leduc (peintre)
Pour les articles homonymes, voir Paul, Leduc et Paul Leduc.
Paul Leduc, né à La Louvière le 28 août 1876 et mort à Schaerbeek le 13 juillet 1943, est un artiste peintre belge. Il a principalement peint des paysages et des vues urbaines.

## Biographie
Paul Leduc, né à La Louvière le 28 août 1876, est le fils d'Hubert Leduc, peintre, et de Marie Pourbaix.
Paul Leduc commence ses études en compagnie des élèves de Joseph Coosemans à Tervuren. Il est élève à l'Académie royale des Beaux-Arts de Mons sous la direction d'Antoine Bourlard (1891-1896) et à l'Académie des beaux-arts d'Anvers (Nationaal Hoger Instituut voor Schone Kunsten, NHISKA) sous celle d'Albert Baertsoen.
Il débute avec des paysages, des portraits et des scènes de genre. Il travaille en Belgique et aux Pays-Bas, mais surtout dans le Midi de la France en Italie et en Algérie dont il représente les rivières, canaux et ponts.
Leduc évolue très vite vers un impressionnisme d'inspiration française et plus tard vers le luminisme.
À la suite de son décès à Schaerbeek le 13 juillet 1943, il est inhumé au cimetière de Bruxelles à Evere.

## Sélection d'œuvres
- Soir en Hollande, huile sur toile, 1913.
- Dordrecht, huile sur toile, Académie nationale de Buenos-Aires, 1914.
- Barque de pêche en Méditerranée, huile sur toile, collection de la Province du Brabant wallon.
- Les Pins au bord de la Mer, huile sur toile, 1925.
- Barque de Pêche, huile sur toile, 1925.
- Soir à Moret, huile sur toile, 1925.
- Le vieux pont de Sospel, huile sur toile, 1929.
- Menton et son vieux port, huile sur toile, 1929.
- Le Grand Canal à Venise, huile sur toile.
- Port méditerranéen, huile sur toile, Université libre de Bruxelles - Archives, patrimoine, réserve précieuse

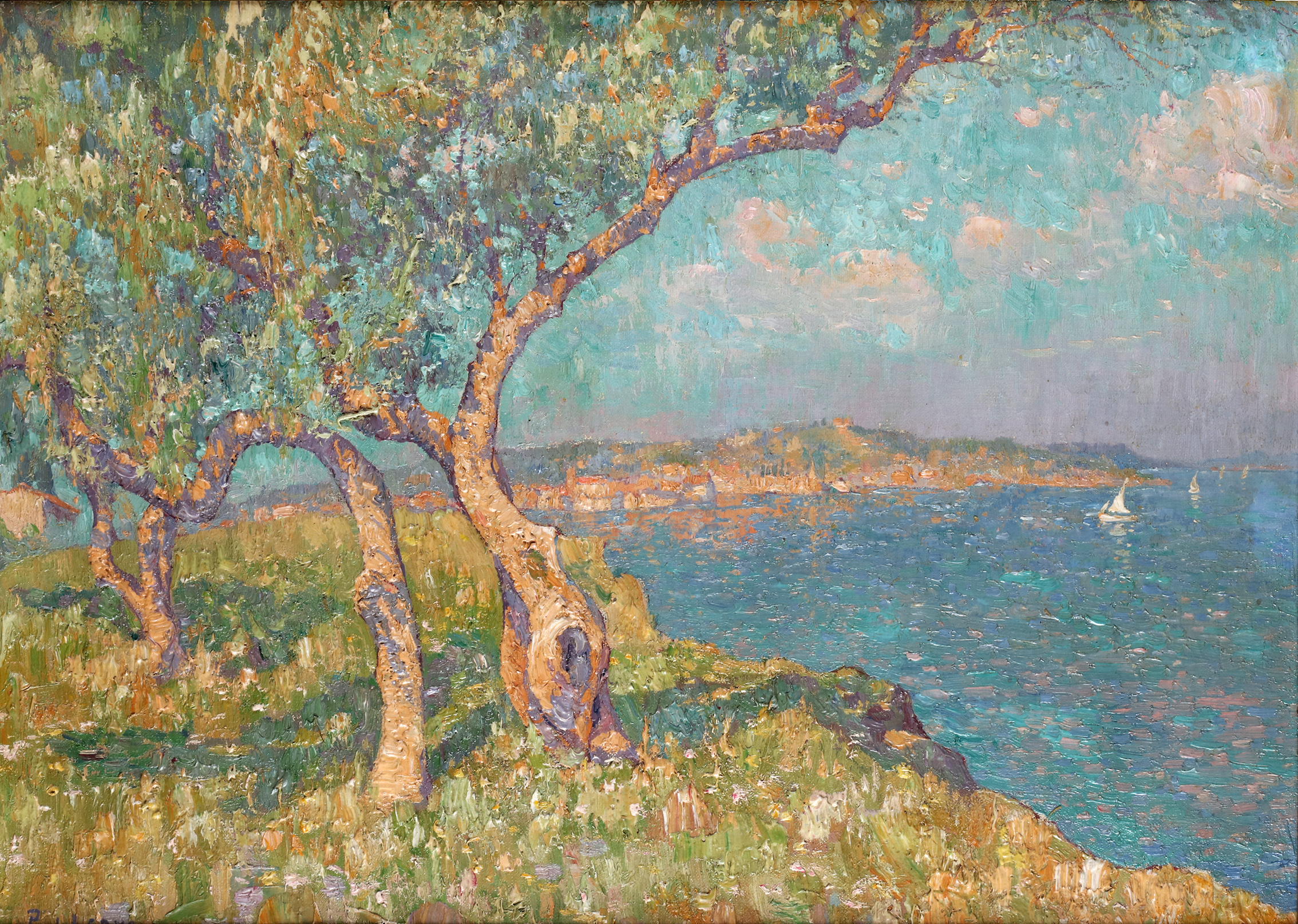
Vue panoramique de Saint-Tropez.

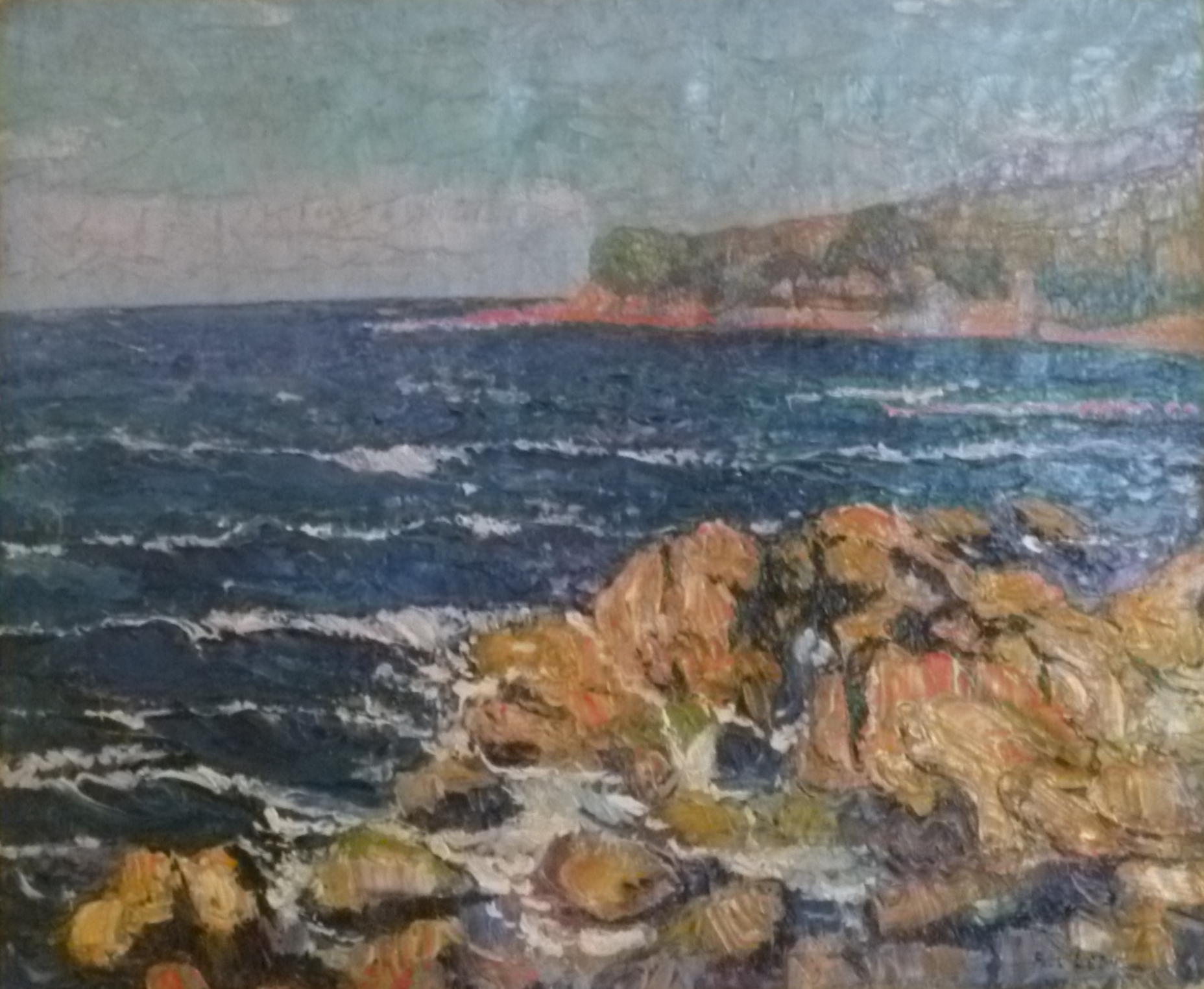
Vue sur la Méditerranée.

## Musées
Plusieurs musées possèdent ses œuvres en Belgique et à l'étranger : La Louvière, Charleroi, Mons, Schaerbeek, ville de Bruxelles et Famille royale de la Belgique, Bucarest, Buenos Aires, Francfort et Rio de Janeiro.

## Hommages et distinction
Les communes de La Louvière et de Schaerbeek ont donné son nom à une rue.
La distinction suivante lui a été attribuée en 1924 : 
- Chevalier de l'ordre de Léopold.